# 鵠沼海浜公園
鵠沼海浜公園（くげぬまかいひんこうえん）は、神奈川県藤沢市鵠沼海岸に位置する藤沢市立の都市公園（広域公園）。
滑走料こども＝100円
高校生以上＝400円
⚠︎四季によって開始の時間。閉まる時間が異なりますので注意してください。
⬆️
Instagramに公開してあるのでそちらで確認してください。

## 概要
藤沢市立鵠沼プール（旧神奈川県立鵠沼プール）があった同地を、1961年に藤沢市が広域公園とした。
プール施設は小田急グループが引き継ぎ、同年に鵠沼プールガーデンへと改装し、以後数回の模様替えをしながら2000年に営業を終了した。その後跡地の使用権が市に戻り、2004年度から地下ポンプ施設を整備する予定であったが、暫定的にサーファー向けの駐車場およびプール跡を利用した大規模スケートパークとして営業を開始した。高さ3m超のハーフパイプ（バーチカルランプ）は、関東にはこことアメージングスクエアにしか無い。
下水道計画の見直しにより、地下ポンプ施設整備が延期になったことから暫定利用期間も延長され、2007年（平成19年）以降も株式会社湘南なぎさパークを指定管理者として営業を続けている。
2024年6月1日に　鵠沼海浜公園ハグライドパーク（HUG-RIDE PARK）として、リニューアルオープン。同市で初めてのPark-PFI制度を活用して整備された。スケートボードやBMXなどのアーバンスポーツを楽しむことができるのはもちろんのこと、秋頃にかけて順次オープンする飲食や物販などの商業機能も加わり、湘南・藤沢にふさわしいカルチャーの創造や、新たな地域コミュニティが育まれていくことを目指している。
| 所在地:     | 神奈川県藤沢市鵠沼海岸４－４－１ |
| 施設情報:   | (1)敷地面積：約16,453㎡ (2)主な施設：スケートパーク、店舗、駐車場、広場等                                                                                      |
| 運営事業者: | 鵠沼海浜公園ＧＲＯＷＩＮＧ ＰＡＲＫ グループ (1)公園：株式会社小田急ＳＣディベロップメント（スケートパークを除く） (2)スケートパーク：株式会社ムラサキスポーツ |

| 鵠沼海浜公園ＧＲＯＷＩＮＧ ＰＡＲＫ グループについて | |
| ---------------------------------------------------- | --- |
| 代表法人:                                            | 小田急電鉄株式会社 |
| 構成法人:                                            | 株式会社小田急ＳＣディベロップメント、株式会社湘南なぎさパーク、株式会社丹青社、株式会社日比谷アメニス、株式会社ＢＥＡＣＨ ＴＯＷＮ、有限会社マサケン、株式会社ｍａｒｕｋａｎ、株式会社丸山工務所、株式会社ムラサキスポーツ、株式会社ランドスケープデザイン（順不同） |
| 協力法人:                                            | 株式会社アイ・エフ建築設計研究所、日本ＰＦＩインベストメント株式会社 |

## 沿革
- 1938年（昭和13年）7月 - 県立鵠沼プールが営業開始
- 1939年（昭和14年）7月2日 - 藤沢町へ払い下げ
- 1961年（昭和36年）
  - 4月1日 - 公園を供用開始
  - 7月21日 - 鵠沼プールガーデンが営業開始[1]
- 2000年（平成12年）9月3日 - 鵠沼プールガーデンが営業終了
- 2001年（平成13年）
  - 4月28日 - 駐車場が営業開始
  - 7月20日 - スケートパークが営業開始
- 2022年（令和4年）10月16日 - スケートパークが営業終了
- 2023年（令和5年）5月 - リニューアル工事に着工
- 2024年（令和6年）6月1日 - 鵠沼海浜公園ハグライドパーク（HUG-RIDE PARK） リニューアルオープン

## 所在地
神奈川県藤沢市鵠沼海岸4-4-1